# アンネリーゼ (小惑星)
アンネリーゼ (910 Anneliese) は小惑星帯に位置する小惑星である。ハイデルベルクのケーニッヒシュトゥール天文台でカール・ラインムートによって発見された。
ドイツの天文学者ユリウス・ディック (Julius Dick) の友人にちなんで命名された。